# Tjemena kost
Tjemena kost (lat. os parietale) parna je plosnata kost krova lubanje koja ima izgled četverokutne ploče.

## Strukture
Tjemena kost ima četiri ruba, četiri kuta i dvije ploštine. 

### Vanjska ploština
Vanjska ploština tjemene kosti je konveksna, glatka i u blizini središta nalazi se tjemena kvrga (lat. tuber parietale) koja označava mjesto početka okoštavanja kosti.
Sredinom vanjske ploštine prolaze dvije koštane pruge, gornja koštana pruga (lat. linea temporalis superior) i donja koštana pruga (lat. linea temporalis inferior).
S donje linije polazi fascia temporalis (lat.), a gornja linija označava gornju granicu polazišta sljepoočnog mišića (lat. musculus temporalis).

### Unutarnja ploština
Unutarnja je ploština tjemene kosti konkavna i na sebi sadrži brazde koje potječu od grana srednje mozgovnične arterije (lat. arteria meningea media). Na unutarnjoj ploštinu uz gornji rub nalazi se plitka udubina koja s udubinom na tjemenoj kosti suprotne strane čini kanal suclus sagittalis (lat.).  

### Rubovi
Prednji rub (lat. margo frontalis)  duboko je nazubljen i spojen s čeonom kosti i tako čini vjenčani šav (lat. sutura coronalis). Mjesto gdje se vjenčani šav spaja sa strelastim šavom (lat. sutura sagittalis) ima oblik slova T i naziva se bregma. 
Stražnji rub (lat. margo occipitalis) spojen je sa zatiljnom kosti i čini polovinu lambdoidnog šava (lat. sutura lambdoidea). Mjesto gdje se lamdoidni šav spaja sa sagitalnim šavom naziva se lambda. 
Gornji rub (lat. margo sagittalis) spojen je s gornjim rubom tjemene kosti suprotne strane te čini strelasti šav.
Donji rub (lat. margo squamosa) spojen je sa:
- prednji dio donjeg ruba je tanak i izduljen, te je spojen s velikim krilom klinaste kosti
- srednji dio donjeg ruba ima oblik luka i spojen je ljuskom sljepoočne kosti
- stražnji dio donjeg ruba je deblji i spojen je mastoidnim dijelom sljepoočne kosti

### Kutovi
Čeoni kut (lat. angulus frontalis) mjesto je gdje se spajaju strelasti i vjenčani šav. Ta točka naziva se bregma. Kod dojenčadi to područje nije do kraja okoštalo, prekriveno je vezivnim tkivom i čini prednju fontanelu (lat. fontanella anterior).
Klinasti kut (lat. anglus sphenoidalis) smješten je između čeone kosti i velikih krila klinaste kosti.
Zatiljni kut (lat. angulus occipitalis) mjesto je gdje se susreću strelasti i lambdoidni šav (točka koja se naziva lambda). Kod dojenčadi taj dio je prekriven samo vezivnim tkivom i naziva se stražnja fontanela.
Mastoidni kut (lat. angulus mastoideus) uzglobljen je sa zatiljnom kosti i s mastoidnim dijelom sljepoočne kosti.